# Matthew G. Whitaker

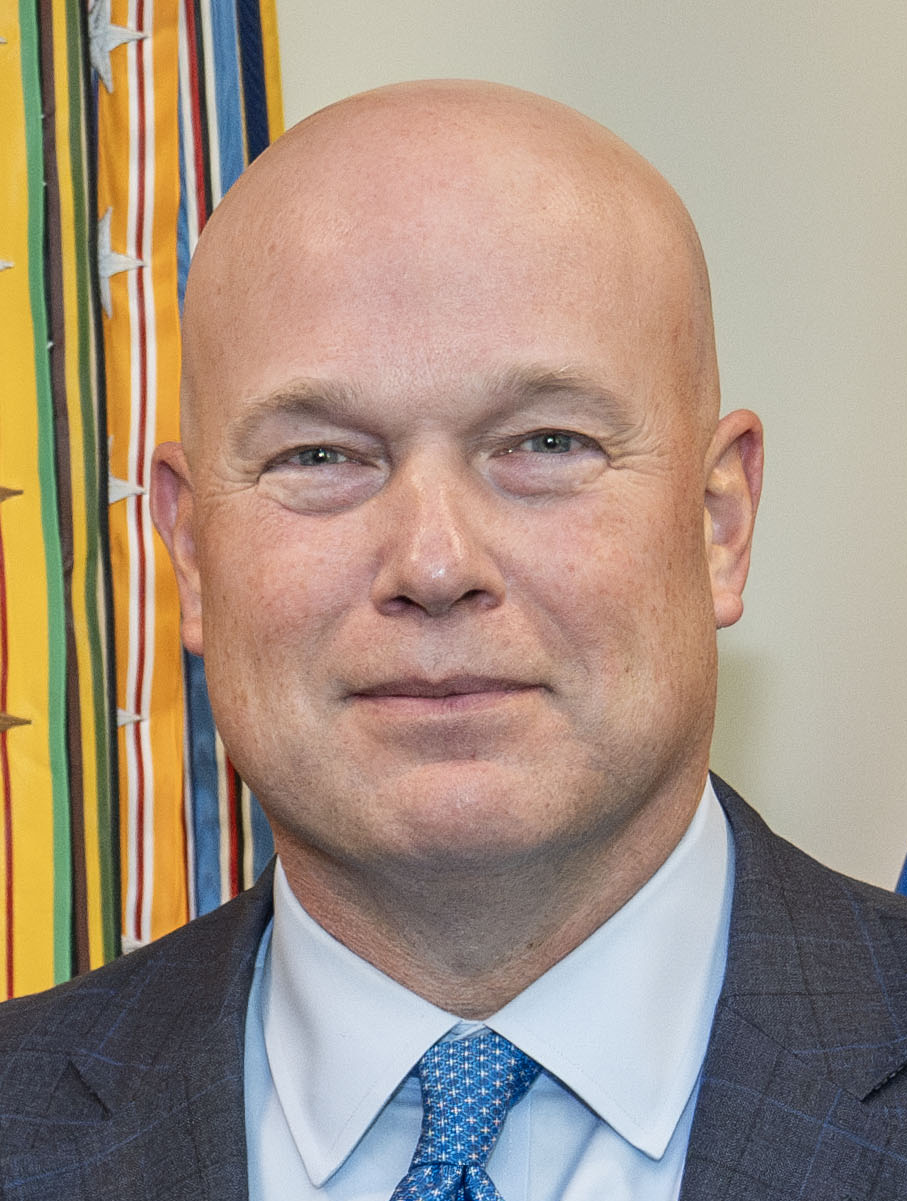
Matthew Whitaker (2025)

Matthew „Matt“ George Whitaker (* 29. Oktober 1969 in Des Moines, Iowa) ist ein US-amerikanischer Jurist. Von November 2018 bis Februar 2019 war er als Nachfolger von Jeff Sessions geschäftsführender United States Attorney General. Seit dem 3. April 2025  ist er Ständiger Vertreter der Vereinigten Staaten bei der NATO.

## Jugend und Ausbildung
Whitaker absolvierte die Ankeny High School in Ankeny (Iowa). Danach absolvierte er ein Bachelor-Studium in Kommunikationswissenschaften an der University of Iowa, wo er auch Football spielte. Er bestritt von 1990 bis 1992 insgesamt 33 Spiele als Tight End für die University of Iowa Hawkeyes. Nach dem Bachelor-Abschluss studierte Whitaker an der Law School der University of Iowa.
Whitaker ist Mitglied der Republikanischen Partei und gilt als loyaler Anhänger von US-Präsident Donald Trump.

## Werdegang
Am 15. Juni 2004 ernannte Präsident George W. Bush Whitaker zum U.S. Attorney für den Southern District of Iowa. Die Ernennung folgte der Empfehlung des Iowa-Senators Chuck Grassley, ungeachtet der mangelnden juristischen Qualifikation Whitakers.
Ab dem Jahr 2014 leitete Whitaker die Non-Profit-Organisation Foundation for Accountability and Civic Trust (FACT). Im selben Jahr kandidierte er erfolglos für den Senat der Vereinigten Staaten. Er verlor in den Vorwahlen gegen die Republikanerin Joni Ernst. Whitaker erhielt lediglich 7,54 % der Stimmen. Whitaker saß im Aufsichtsrat der Firma World Patent Marketing, Das Unternehmen ging 2017 in Konkurs und Whitaker wurde von einem Gericht in Florida zu einer Geldstrafe von 25 Mio. $ verurteilt, weil es Anleger mit falschen Versprechen betrogen habe.
Am 7. November wurde Whitaker von Trump zum geschäftsführenden (interimistischen) Nachfolger von Jeff Sessions ernannt. Zuvor war Whitaker seit 22. September 2017 Stabschef von Jeff Sessions. In seiner geschäftsführenden Funktion kann Whitaker maximal 210 Tage im Amt sein. Spätestens dann muss er entweder das Amt verlassen oder von Trump zum permanenten Justizminister ernannt und von einer Mehrheit des US-Senats bestätigt worden sein.
Matt McCoy, Senator aus Iowa, sagte zur Berufung von Whitaker, dass er „sich keinen weniger qualifizierten Kandidaten für das Amt vorstellen könne“. Insgesamt wird Whitakers Berufung von der Mehrheit der demokratischen Kongressmitglieder und den meisten Medien in den Vereinigten Staaten sehr kritisch gesehen, da Whitaker in der Vergangenheit eine ausgesprochen kritische Position bezüglich der laufenden Ermittlungen von Sonderermittler Robert Mueller eingenommen hat. Mit der Ernennung zum United States Attorney General (Justizminister) war Whitaker faktisch der Vorgesetzte von Mueller und beaufsichtigte das gesamte Ermittlungsteam von Mueller.
Gegen die Entlassung Sessions’ und die Berufung Whitakers gab es landesweit Demonstrationen. Der Bundesstaat Maryland und drei demokratische US-Senatoren (Richard Blumenthal, Sheldon Whitehouse und Mazie Hirono) haben Klage gegen Whitakers Berufung eingereicht, weil sie sie nicht für verfassungsgemäß halten. Nach der Ernennung und Senatsbestätigung William Barrs als Attorney General wurde die Klage zurückgenommen.
Nach seinem erneuten Wahlsieg nominierte Trump für seine zweite Amtszeit Whittaker als Botschafter bei der NATO. Am 12. Februar 2025 wurde die Nominierung dem US-Senat vorgelegt; seine Anhörung vor dem Ausschuss für Auswärtige Angelegenheiten erfolgte im März, und am 1. April bestätigte der Senat die Nominierung mit 52 zu 45 Stimmen.